# بروتين الريبوسوم s6
بروتين الريبوسوم s6 هو مكون من الوحدة الصغرى 40S للريبوسوم والذي يلعب دورًا مهمًا في الترجمة في عملية الاصطناع الحيوي للبروتين (التي تشكل جزءا من عملية التعبير الجيني). أظهرت الدراسات التي أجريت على نماذج الفئران أن عملية الفسفرة لبروتين eS6 تشارك في تنظيم حجم الخلايا، تكاثرها، وتنظيم السكر في الدم.
أظهرت الدراسات أن هناك نوعين من الإنزيمات، وهما كينازات بروتين الريبوسوم S6 بوزن 70 كيلو دالتون (S6K1 و S6K2) وكينازات بروتين الريبوسوم S6 بوزن 90 كيلو دالتون (RSK)، يمكنهما إضافة مجموعة فوسفات إلى بروتين eS6. ومع ذلك، فإن الإنزيمين S6K1 و S6K2 هما الأكثر نشاطًا والأكثر قيامًا بهذه الوظيفة مقارنةً بإنزيمات RSK.
تم العثور على مسارات تؤدي إلى تحفيز الفسفرة بروتين eS6 البشري، وهي العمليات الخلوية التي تؤدي إلى إضافة مجموعة فوسفات إلى بروتين eS6 مما ينشط وظائفه، وتعمل هذه المسارات على تعزيز تخليق بروتين إنترلوكين 8، مما يعني زيادة إنتاج هذا البروتين الهام في الاستجابة المناعية والالتهابية. تعتمد هذه الآلية على تسلسلات غنية بالـ A/U (APS)، وهي مناطق محددة في الحمض النووي الريبي تحتوي على نسب عالية من القواعد الأدينين (A) واليوراسيل (U)، وتؤثر على استقرار وترجمة الحمض النووي الريبي، وتوجد هذه التسلسلات في المنطقة غير المترجمة 3'UTR من جين إنترلوكين 8، وهي الجزء من الحمض النووي الريبي الذي لا يترجم إلى بروتين ولكنه يحتوي على عناصر تنظيمية هامة لتعبير الجينات، مباشرة بعد كودون التوقف الذي يشير إلى نهاية عملية الترجمة.

## اقرأ أيضا
- ريبوسوم
- بروتين الريبوسوم

## روابط خارجية
- بروتين الريبوسوم S6 في قاعدة البيانات الطبية الخاصة بعناوين الرئيسية الطبية (MeSH): هذا الرابط يوفر معلومات حول بروتين الريبوسوم S6 في قاعدة البيانات الطبية الخاصة بعناوين الرئيسية الطبية (MeSH) التي تديرها المكتبة الوطنية الأمريكية للطب.
- نظرة عامة على جميع المعلومات الهيكلية المتاحة في قاعدة بيانات البروتين (PDB) لـ UniProt: P62753 (بروتين الريبوسوم البشري 40S S6) في PDBe-KB: يقدم هذا الرابط نظرة عامة على جميع المعلومات الهيكلية المتاحة في قاعدة بيانات البروتين (PDB) للإدخال UniProt P62753، الذي يتوافق مع بروتين الريبوسوم البشري 40S S6. يتم توفيره بواسطة PDBe-KB (قاعدة المعرفة لبنك البيانات البروتينية في أوروبا).